# Freusa Zechmeister
Freusa Zechmeister (* 25. Mai 1941 in Patos de Minas; † 7. Dezember 2024 in Belo Horizonte) war eine brasilianische Architektin, Designerin und Kostümbildnerin, vor allem bekannt durch ihre Arbeit mit der Grupo Corpo.

## Leben
Freusa Zechmeister graduierte 1964 in Architektur an der Universidade Federal de Minas Gerais (UFMG). Sie war als Architektin insbesondere in Belo Horizonte tätig, unter anderem bekannt mit ihren Projekten Casa Bonomi im Viertel Funcionários im Zentrum-Süden von Minas Gerais und Bauten für die brasilianische Schauspielerin Maitê Proença sowie Designs für die Anzüge von Gilberto Gil, den ersten farbigen Kulturminister Brasiliens.
Ab 1981 war sie als Kostümbildnerin für das Ensemble Grupo Corpo tätig und wurde durch ihre Arbeiten wie etwa zu den Shows „Espetáculo 21“ (1992), „Parabelo“ (1997), „Onqotô“ (2005) und „Gil Refazendo“ (2022), international bekannt und erregte internationales Medieninteresse in Zeitungen wie The New York Times, The Boston Globe und Los Angeles Times sowie El País.
Freusa Zechmeister starb im Alter von 83 Jahren an einer im November 2024 diagnostizierten Krebserkrankung.

## Kostümedesigns
- 1992 Espetáculo 21 (Choreografie Rodrigo Pederneiras)
- 1994 Sete ou oito peças para um ballet (Choreografie Rodrigo Pederneiras)
- 1997 Parabelo
- 2000 O Corpo (Choreografie Rodrigo Pederneiras)
- 2004 Lecuona (Choreografie Rodrigo Pederneiras)
- 2005 Benguelé (Choreografie Rodrigo Pederneiras)
- 2005 Onqotô (Choreografie Rodrigo Pederneiras)
- 2005 Benguelé – Onqoto (Choreografie Rodrigo Pederneiras)
- 2007 Breu (Choreografie Rodrigo Pederneiras)
- 2009 Ímã (Choreografie Rodrigo Pederneiras)
- 2011 Sem Mim (Choreografie Rodrigo Pederneiras)
- 2014 Triz (Choreografie Rodrigo Pederneiras)
- 2015 Suíte branca  (Choreografie Cassilene Abranches)
- 2015 Dança sinfônica  (Choreografie Rodrigo Pederneiras)
- 2022 Gil Refazendo